# Миусская площадь
Миу́сская пло́щадь (ранее — улица Имени 19 февраля 1861 года (улица 19 Февраля), Третья Миусская улица, Миусская Лесная улица, Третий Миусский переулок, в XIX веке — Мiю́зская Лѣсная площадь) — площадь в Центральном административном округе города Москвы на территории Тверского района.

## Происхождение названия
Площадь получила своё название по расположению в местности Миусы (Миюсы, Миюзы, Миусское поле), которая упоминается в Москве с XVIII века. Это название неоднократно встречается в тюркской топонимии. Наиболее известны приазовские реки Миус (Миюс), Кальмиус, в основе названий которых лежат слова тюрк. мыюс, мюйюз, миюз (рус. рог, мыс, угол). Предположительно, после взятия Азова в 1696 году Пётр I стал строить на Азовском море, в устье реки Миус, «Миюсскую гавань», а в Москве, на поле между Тверской-Ямской и Новой Дмитровской слободами, мог находиться склад материалов для строительства этой гавани, получивший название Миюсское поле или Миюсский склад. В XIX веке площадь называлась Миюзская Лесная площадь. В советское время к площади были присоединены Третий Миусский переулок и улица имени 19 Февраля 1861 года (улица 19 Февраля), образовывавшая юго-восточную границу площади, называвшаяся Третья Миусская улица и Миусская Лесная улица по близости к Миусской площади и переименованная в честь реформы, отменявшей крепостное право в России.

## История
Во второй половине XVII века на месте полей у Тверской заставы возник лесной ряд — склады и рынки строевого леса. В 1812 году лесной ряд сгорел.
На картах 1817 и 1836 годов площадь отмечена как Миусская Лесная площадь, на картах 1825 и 1827 годов — как Миюская площадь, на карте 1838 года — как Миюсская или Лесная площадь. В то время площадь занимала пространство между современными Лесной улицей, 1-й Миусской улицей, улицей Чаянова и улицей Александра Невского.
На плане Хотева 1853 года отмечены Миюсский пруд и ручей в западной части площади, в центре площади — лесной рынок, что под вязками, а у юго-восточной границы площади — лесной ряд.
По мере роста Москвы район застраивался дешёвыми деревянными домами для низших слоев населения, мелкими заводами и свинарниками.
В 1874 году к западу от лесных рядов был построен Миусский парк конно-железных дорог (с 1909 — Миусский трамвайный парк, с 1957 — 4-й троллейбусный парк имени П. М. Щепетильникова, в 2014 году выведенный из центра города).
В 1898—1915 годах на площади были построены несколько учебных заведений, что превратило её в один из крупнейших центров московского образования на тогдашней рабочей окраине города:
- Московское Промышленное училище в память 25-летия царствования Александра II  (архитектор М. К. Геппенер, И. А. Иванов-Шиц, 1898—1903 годы;
- Ремесленное училище имени Григория Шелапутина (архитектор Р. И. Клейн, управляющий строительством И. И. Рерберг, 1903 год;
- Московский городской народный университет имени А. Л. Шанявского (архитектор И. А. Иванов-Шиц при участии А. А. Эйхенвальда, В. Г. Шухова, А. Н. Соколова, 1911—1912 годы со знаменитой трансформируемой «филармонической аудиторией» и знаменитым хором учащихся и педагогов (ныне — Академический большой хор РГГУ[12]), участником Русских сезонов в Париже в 1909 и 1911 годах;
- Городское начальное училище имени императора Николая II (1910—1913, архитектор А. И. Рооп);
- Московский археологический институт (архитектор В. Д. Адамович совместно с В. М. Маятом, 1912—1913 год;
- Родильный приют имени Абрикосовых (архитектор И. А. Иванов-Шиц, 1906 год; ныне — родильный дом № 6 имени А. А. Абрикосовой, 2-я Миусская улица, д. 1/10);
- семиэтажные доходные дома «Домохозяин» (архитектор Н. Л. Шевяков, 1914 год) на улице Чаянова.

Строительство было увенчано Александро-Невским собором (архитектор А. Н. Померанцев, первый придел освящен в 1915 году во имя святого Тихона Воронежского). В праздничные богослужения в церковный хор собора вливались представители хоров всех учебных заведений Миусской площади. С этим сводным церковным составом приезжали поработать такие корифеи хорового искусства, как Павел Чесноков и Николай Данилин. Вплоть до Октябрьской революции Миусская площадь носила неофициальное название «Поющая». «Обосновавшиеся» на ней хоры учебных заведений часто устраивали совместные концерты. В тёплое время года, часто в Пасхальную седьмицу, хоры выходили на Миусскую площадь и на лестнице у западной стены Александро-Невского собора объединялись в большой сводный хор, которым по очереди управляли разные дирижёры. Недостроенный собор снесён в 1952 году), на части его фундаментов в 1960 году построен Дворец пионеров.
9 ноября 1918 года на Миусской площади был открыт памятник Софье Перовской: «9 ноября. В Москве прошло открытие многих памятников в честь революции. В 10.00 утра на площади Революции, в присутствии делегатов 6-го Всероссийского съезда Советов, членов ЦИК и народных комиссаров, состоялось открытие памятника Марксу и Энгельсу. В 11.00 утра на Советской площади был открыт обелиск в честь годовщины Октябрьской революции. У выхода из Александровского сада на площадь Революции был открыт памятник И. Каляеву, который изображен пробивающимся сквозь набегающие на него волны. На памятнике надписи: „Самоотверженному герою И. П. Каляеву“ и „Уничтожил князя Сергея Романова в 1904 году“. На улице 19-го Февраля (Миусская площадь) в торжественной обстановке был открыт памятник революционерке, руководительнице убийства Александра II — С. Перовской».

## Расположение

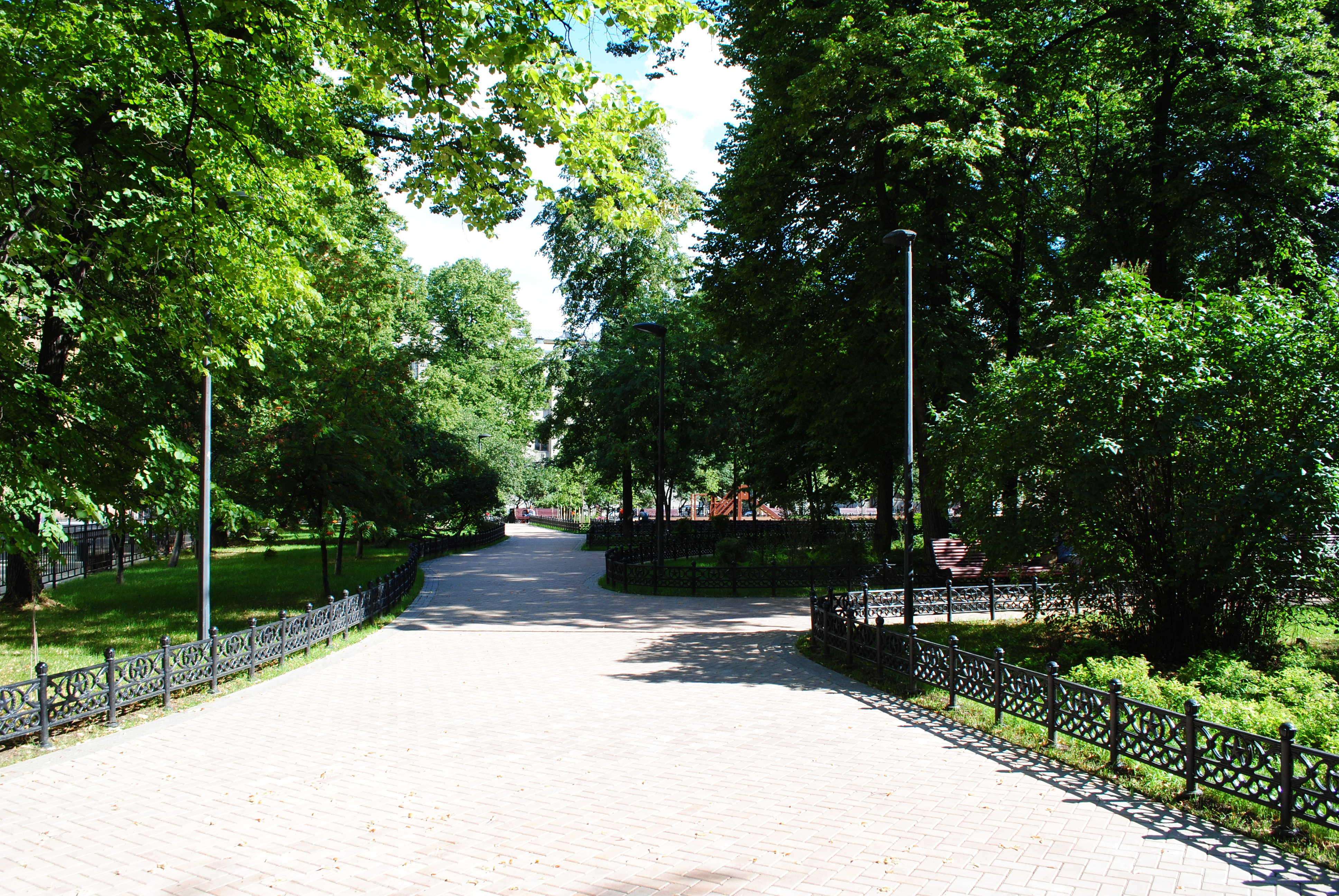
Миусский сквер на Миусской площади

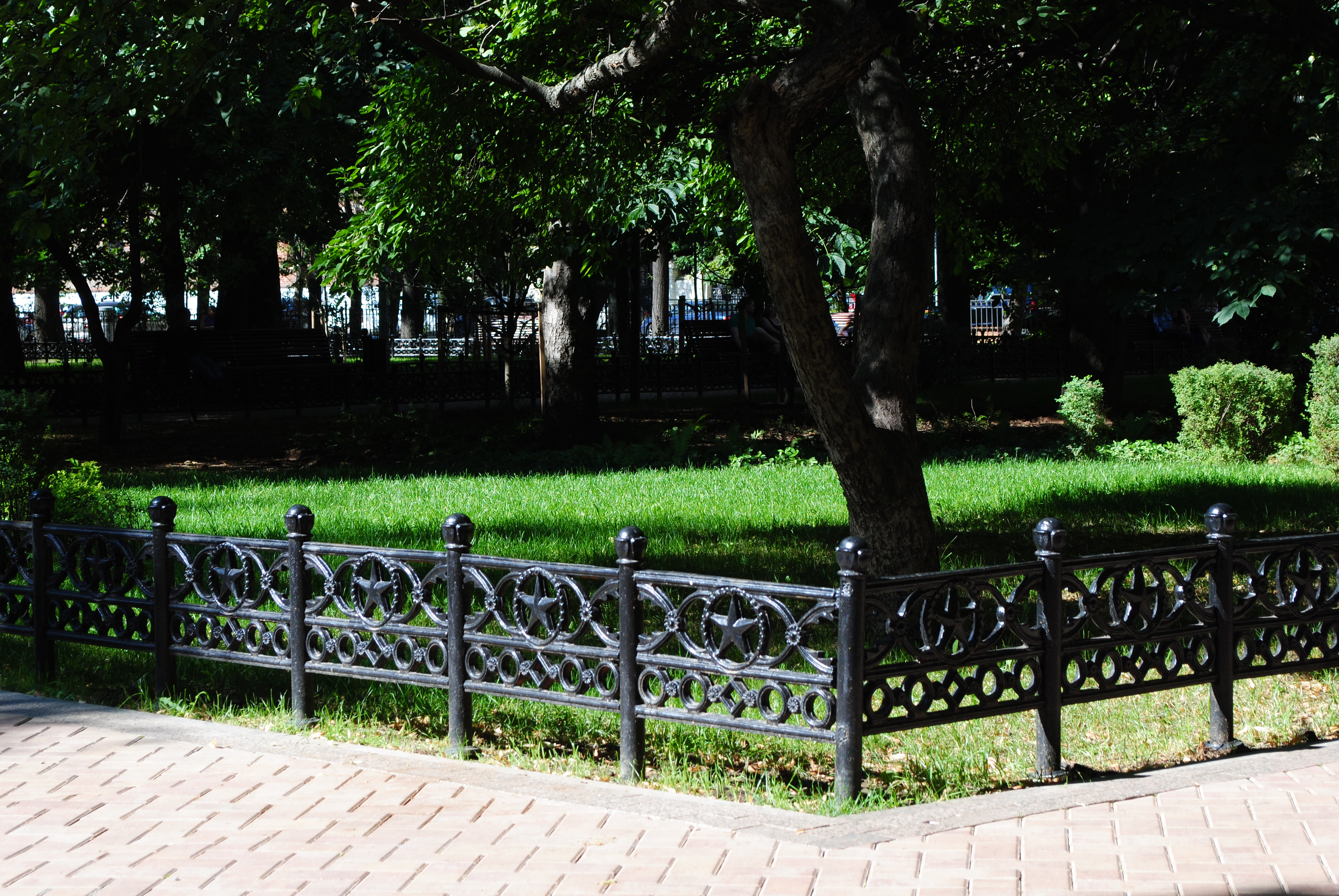
Декоративная ограда в Миусском сквере на Миусской площади

Миусская площадь представляет собой вытянутый прямоугольник, на котором находятся 2 сквера: Миусский сквер и сквер на Миусской площади. Юго-западной границей площади является улица Александра Невского. Параллельно границам площади проходят 2-я Миусская улица с северо-запада, 1-я Миусская улица с северо-востока и улица Чаянова с юго-востока. К площади примыкают улица Фадеева с юго-востока и Миусский переулок с северо-запада.

## Примечательные здания и сооружения

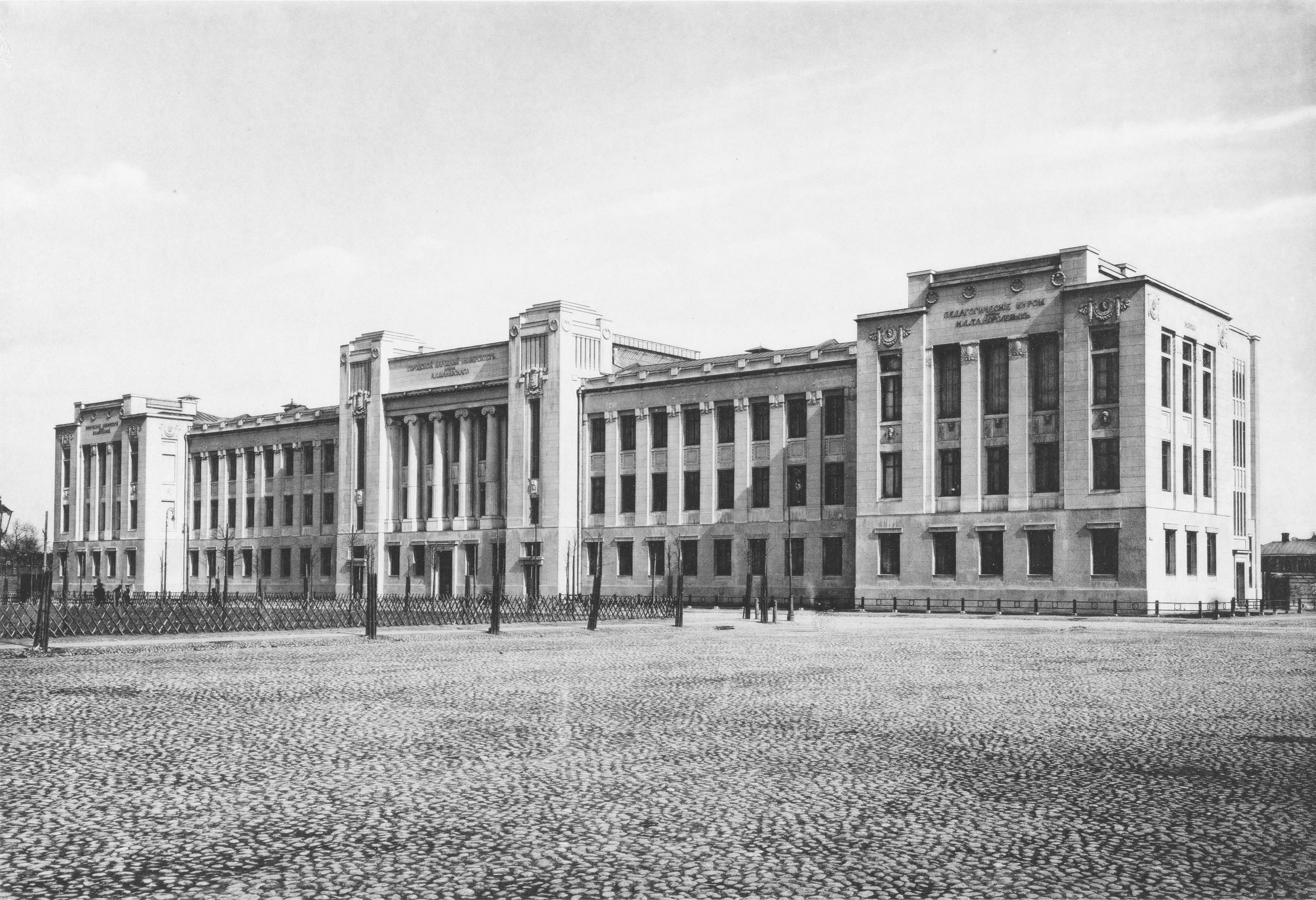
Российский государственный гуманитарный университет (бывший Московский городской народный университет имени А. Л. Шанявского, 1910-е годы)

- № 2 — здание бывшего Пресненского райсовета (архитекторы А. Голубев и Н. Щербаков, конец 1920-х годов)[15];
- № 3 — бывший Московский археологический институт, ныне встроено в здание Министерства экономического развития Российской Федерации. До 1991 года здесь размещалось Министерство общего машиностроения СССР;
- № 4 (по ул. Александра Невского) — Дворец творчества детей и молодёжи на Миуссах , бывший Дворец пионеров Фрунзенского района г. Москвы;
- № 4, корп. 11 — Институт прикладной математики имени М. В. Келдыша РАН (ИПМ РАН);
- № 4а — бывший Институт математического моделирования РАН (вошёл в состав ИПМ РАН);
- № 6, стр.7 — Московский городской народный университет имени А. Л. Шанявского (1911—1912), ныне — Российский государственный гуманитарный университет;
- № 6, корп. 1—4 — бывшие Общежития Коммунистического университета имени Я. М. Свердлова (1930-е, архитектор Е. В. Шервинский)[15], ныне — Российский государственный гуманитарный университет;
- № 7 — Городское начальное училище имени императора Николая II (1910—1913, архитектор А. И. Рооп), в советское время — Политиздат, ныне — Общественная палата Российской Федерации;
- № 9 — Учебный корпус Московского промышленного училища имени Императора Александра II (1898—1900), (1930)[15], ныне — Российский химико-технологический университет имени Д. И. Менделеева. Два верхних этажа надстроены в 1950 году ;
- № 9, стр. 3 — бывшее Училищное здание Промышленного училища имени Императора Александра II, ныне — Российский химико-технологический университет имени Д. И. Менделеева;
- № 9, стр. 4 — бывшее Ремесленное училище имени Григория Шелапутина; ныне — Российский химико-технологический университет имени Д. И. Менделеева;
- Памятник М. В. Келдышу (скульптор В. М. Клыков);
- Памятник А. А. Фадееву — скульптурная композиция, изображающая автора в окружении героев его романов «Разгром» (слева) и «Молодая гвардия» (справа); открыт 25 января 1973 года перед Дворцом пионеров и школьников; скульптор В. А. Федоров, архитекторы М. Е. Константинов, В. Н. Фурсов[16].

## Транспорт

### Наземный транспорт
По Миусской площади не проходят маршруты наземного общественного транспорта. Северо-западнее площади, на Лесной улице, расположены остановка «2-й Лесной переулок» трамвайных маршрутов № 7, 9, автобусных маршрутов т78 и остановка «Метро „Белорусская“» трамвайных маршрутов № 7, 9, юго-западнее, на 1-й Тверской Ямской улице, — остановки «Белорусский вокзал» и «Большая Грузинская улица» автобусов № м1, е30, н1 (ночной), юго-восточнее, на Новослободской улице, — остановки «Метро „Менделеевская“» и «Метро „Новослободская“» автобусов № м40, с543, 447. В непосредственной близости от площади находился 4-й троллейбусный парк имени П. М. Щепетильникова, поэтому до 12 апреля 2014 года ограничивающие площадь улицы использовались для стоянки троллейбусов.

### Метро
- Станции метро «Белорусская» Кольцевой линии и «Белорусская» Замоскворецкой линии (соединены переходом) — западнее площади, на площади Тверская Застава.
- Станции метро «Менделеевская» Серпуховско-Тимирязевской линии и «Новослободская» Кольцевой линии (соединены переходом) — северо-восточнее площади, на Новослободской улице.

### Железнодорожный транспорт
- Белорусский вокзал (пассажирский терминал станции Москва-Пассажирская-Смоленская Смоленского направления Московской железной дороги) — западнее площади, на площади Тверская Застава.